# Draper Richards Kaplan Foundation
Draper Richards Kaplan Foundation (DRK Foundation) — американский частный фонд, специализирующийся на инвестициях социального воздействия и венчурной филантропии. Базируется в Менло-Парке (штат Калифорния). Создан в 2002 году венчурными инвесторами Уильямом Драпером и Робином Ричардсом, к которым позже присоединился профессор Роберт Каплан. Фонд находит, финансирует и поддерживает социальных предпринимателей и некоммерческие организации, которые борются с бедностью, развивают образование, здравоохранение и экологические программы. Краткосрочным грантам Draper Richards Kaplan Foundation предпочитает длительное сотрудничество с вводом своих представителей в правление финансируемых учреждений. Фонд привлекает средства от своих партнёров, в том числе отдельных дарителей, семейных фондов и корпораций.

## История
В 1994 году Уильям Драпер и Робин Ричардс начали свою совместную инвестиционную деятельность, вкладывая средства в строительный сектор и информационные технологии Индии и США. В 2002 году бизнесмены начали финансировать социальные проекты и социальных предпринимателей, в 2010 году к ним присоединился профессор Гарвардской школы бизнеса и бывший топ-менеджер банка Goldman Sachs Роберт Каплан, после чего был образован фонд социальных инвестиций Draper Richards Kaplan Foundation.
Draper Richards Kaplan Foundation финансировал проекты в три этапа. Фонд I (2002 год) инвестировал 14 млн долл. в 30 организаций, фонд II (2011 год) — 32 млн долл. в 56 организаций и проектов, фонд III (2015 год) планирует вложить 65 млн долл. в 100 организаций.

## Инвестиции
С 2002 года Draper Richards Kaplan Foundation инвестировал средства в следующие компании и организации: D-Rev, KOMAZA, Design that Matters, Living Goods, One Acre Fund, Sanergy, Room to Read, Kiva, VisionSpring, myAgro, Solar Sister, Spark MicroGrants, Seed Global Health, Clean Energy Trust, FoodCorps, Last Mile Health, Compass Working Capital, Global Health Corps, Blue Engine, Watsi и многие другие.